# Sover, Trento
Sover är en ort och kommun i provinsen Trento i regionen Trentino-Sydtyrolen i Italien. Kommunen hade 819 invånare (2018).